# El vals de los inútiles
El vals de los inútiles es una película documental chilena-argentina dirigida y escrita por Edison Cajas. Fue estrenada en 2013 en el Festival de Cine de Valdivia, y llegó a las salas chilenas el año siguiente. Fue nominada como Mejor Película Documental en los Premios Platino de 2015.

## Sinopsis
El documental retrata dos historias paralelas en torno a las movilizaciones estudiantiles de 2011 en Chile: Darío Díaz, un adolescente inmerso en el clima político de su colegio, el Instituto Nacional General José Miguel Carrera, y José Miguel Miranda, antiguo preso y torturado de la dictadura de Pinochet encontrarán en la movilización social el sentido de su propia historia.